# Temple block
Temple block je tolkalski instrument, ki izvira iz Kitajske, Japonske in Koreje, kjer je uporabljan pri verskih obredih. Izdelan je iz izvotljenega kosa lesa, njegova velikost pa definira tudi višino zvočnega spektra. 